# Бензилнатрий
Бензилнатрий — металлоорганическое соединение натрия с формулой NaCH2C6H5, красные кристаллы, самовоспламеняющиеся на воздухе.

## Получение
- Реакция иодистого бензила и металлического натрия:

{\displaystyle {\mathsf {2Na+C_{6}H_{5}CH_{2}I\ {\xrightarrow {}}\ NaCH_{2}C_{6}H_{5}+NaI}}}
- Реакция дибензилртути и металлического натрия:

{\displaystyle {\mathsf {2Na+Hg(C_{6}H_{5}CH_{2})_{2}\ {\xrightarrow {}}\ 2NaCH_{2}C_{6}H_{5}+Hg}}}
- Реакция хлорбензила и металлического натрия:

{\displaystyle {\mathsf {2Na+C_{6}H_{5}CH_{2}Cl\ {\xrightarrow {}}\ NaCH_{2}C_{6}H_{5}+NaCl}}}

## Физические свойства
Бензилнатрий образует красные кристаллы, самовоспламеняющийся на воздухе, трудно растворимы в бензоле, растворимы в диэтиловом эфире.

## Химические свойства
- Реагирует с водородом:

{\displaystyle {\mathsf {NaCH_{2}C_{6}H_{5}+H_{2}\ {\xrightarrow {T}}\ NaH+C_{6}H_{5}CH_{3}}}}
- Реагирует с этанолом:

{\displaystyle {\mathsf {NaCH_{2}C_{6}H_{5}+C_{2}H_{5}OH\ {\xrightarrow {T}}\ NaOC_{2}H_{5}+C_{6}H_{5}CH_{3}}}}